# Цьосанець (Любуське воєводство)
Цьосанець (пол. Ciosaniec) — село в Польщі, у гміні Слава Всховського повіту Любуського воєводства.
Населення — 659 осіб (2011).
У 1975-1998 роках село належало до Зеленогурського воєводства.

## Демографія
Демографічна структура станом на 31 березня 2011 року:
|          | Загалом | Допрацездатний вік | Працездатний вік | Постпрацездатний вік |
| -------- | ------- | ------------------ | ---------------- | -------------------- |
| Чоловіки | 341     | 83                 | 238              | 20                   |
| Жінки    | 318     | 65                 | 200              | 53                   |
| Разом    | 659     | 148                | 438              | 73                   |